# Warmia (terytorium plemienne)
Warmia (łac. Warmia, Varmia, niem. Ermland, lit. Varmė, prus. *Wormyan, Wārmi, ros. Вармия), również Warmia plemienna – dawne terytorium plemienne, zamieszkane przez Warmów oraz kraina historyczna, zlokalizowana w północno-zachodniej części Prus.
Od 1243 r. terytorium dawnej Warmii w większości stało się częścią autonomicznego państwa kościelnego o tej samej nazwie. Pozostałe obszary: północne – weszły w skład Prus Dolnych, zaś zachodnie – ziemi malborskiej.

## Etymologia
Nie jest do końca pewna dokładna etymologia nazwy Warmia. Możliwe, że pochodzi od słowa Varmija, Vormija, lub Varma, które wiąże się ze staropruskim przymiotnikiem *Wormyan, oznaczającym „czerwony”. Może również wiązać się ze słowem oznaczającym „robaka”, „owada” (pol. czerw (robak); lit. varmas – „komar”).

## Położenie
Warmia sąsiadowała z Pogezanią, Barcją i Natangią. Region ten prawie w całości graniczył na północnym zachodzie z Zalewem Wiślanym, natomiast jego wschodnią naturalną granicą była rzeka Łyna. Obecnie region ten jest podzielony między województwo warmińsko-mazurskie i obwód królewiecki.

## Historia

Warmia na mapie Prus w XIII wieku.

Plemienna Warmia obejmowała gęsto zasiedlone północne wybrzeża Wysoczyzny Elbląskiej, Równinę Warmińską oraz Wybrzeże Staropruskie, gdzie we wczesnym średniowieczu funkcjonowały osiedla pruskich rybaków i żeglarzy wzdłuż Zalewu Wiślanego. Nazwa Warmii oraz zabytki archeologiczne i historyczne świadczą o żywych kontaktach handlowych Warmów ze Skandynawią i innymi obszarami Prus. W głębi lądu obszar Warmii plemiennej rozciągał się na mniej zaludnione tereny aż po pograniczną rzekę Łynę (do grodu Lidzbark według H. Łowmiańskiego). Pomostem między Warmią nadbrzeżną a Łyną była grupa osad Warmów nad rzeką Wałszą, dopływem Pasłęki (ziemie Wewa i Plut).

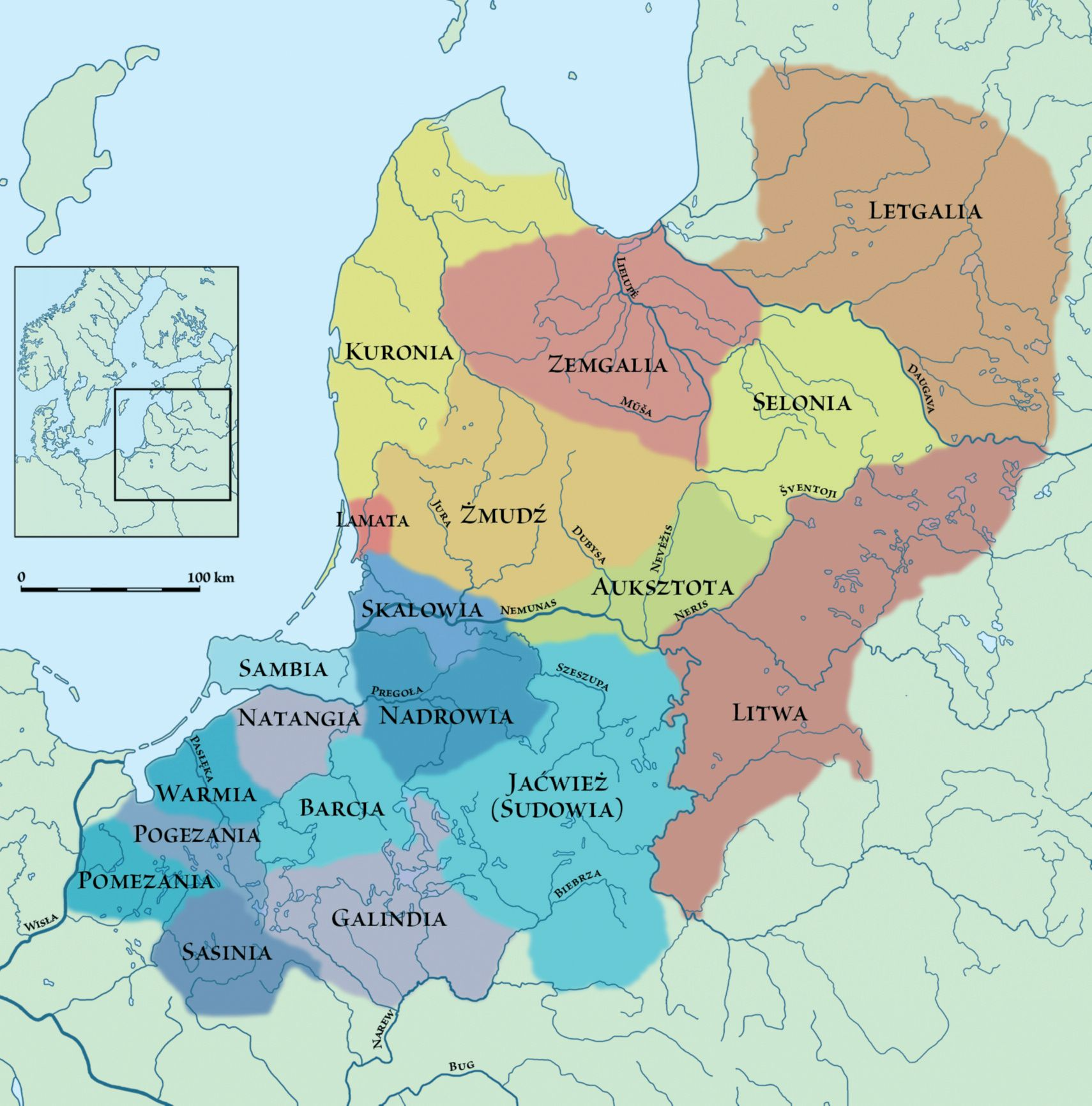
Warmowie na mapie plemion bałtyjskich około 1200 roku.

Według źródeł z XIII w. do Warmii plemiennej zaliczano pruskie włości: Medenowe (późniejszy Pokarmin), Wuntenowe (późniejsza Bałga), Lanzania (poźniejsze Tolkmicko i północna Wysoczyzna Elbląska), Wewa (późniejsze Pieniężno) i Plut (dzisiejsza wieś Pluty). Niektóre źródła przypisują Warmom także włość Drusen (obszar nad jez. Druzno), którą zwykle zalicza się do Pogezanii. Podobnie terytorium Wormeditten (późniejsza Orneta) czasem włącza się do Warmii, jednak najstarsze źródła zaliczają ziemie nad Drwęcą Warmińską do Pogezanii. Nie jest też pewne, czy Warmowie graniczyli z Sambami, czy też między nimi było terytorium Natangów. W skład każdej włości lub ziemi wchodziły lauksy (pola), które były najmniejszymi jednostkami terytorialnymi.

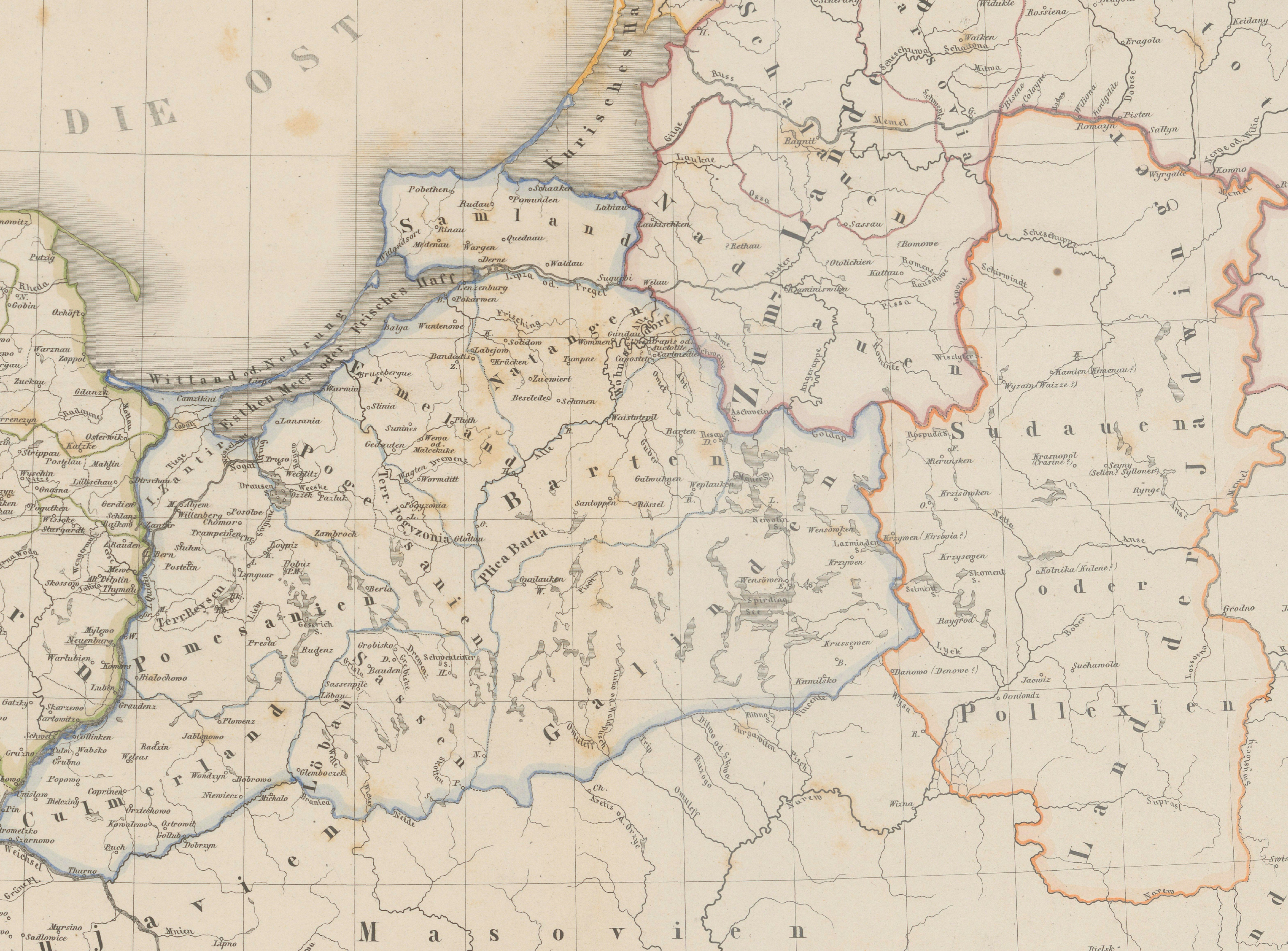
Prusy plemienne według Maxa Toeppena (1858 r.)

Według hipotezy Jana Powierskiego, częste określanie w źródłach Fromborka mianem „Miasta Warmińskiego” wskazywać może na istnienie tam w czasach Prusów ośrodka włości o nazwie Warmia (pr. *Wārmē), które miałoby dać nazwę całemu plemieniu i krainie.
Podobnie jak w przypadku pozostałych plemion pruskich zamieszkujących okoliczne ziemie, tak też i Warmowie zostali poddani akcji chrystianizacyjnej, która z czasem doprowadziła do całkowitego zniszczenia ich kultury i religii. Pierwsze próby chrystianizacji tych terenów miały miejsce już w XI w..
W 1210 r. na Pomorze i Prusy wyprawił się duński król Waldemar II Zwycięski, który opanował wybrzeża pruskie. Dokumenty podatkowe Waldemara II wymieniają podległe mu ziemie pruskie, między innymi Warmię (Ermelandia), a także sąsiednią Pomezanię, Lanzanię, Sambię i inne. Duński władca wspierał działalność misyjną opata cystersów Chrystiana, którego prawdopodobnie sprowadził w tym celu do Oliwy.
Według historyka Stanisława Achremczyka: „powstanie wspólnotowego związku, noszącego nazwę Ermelandia, Warmia, należy łączyć z królem Danii Waldemarem, który w 1210 r. podjął rozmowy ze wspólnotami, mieszkającymi w dorzeczu dolnej Pasłęki i Rzeki Świeżej. Na tym terytorium istniały też ziemie Plut, Wewa, Wormdhitt”. Około 1215 r. w Lanzanii przyjęła chrześcijaństwo grupa Warmów na czele z lokalnym nobilem Warporem. Obecność Waldemara II w Prusach miała jednak charakter przejściowy, a działania misyjne Chrystiana ograniczony zasięg.
W latach 30. XIII w. na terytorium Warmów dotarła ekspansja Zakonu krzyżackiego, która posuwała się wzdłuż brzegów Zalewu Wiślanego do Pregoły. Jednak podbój Warmii nie był łatwą sprawą, gdyż Warmowie wraz z sąsiednimi Natangami, Pogezanami i Bartami zaciekle bronili się przed ekspansją krzyżacką. Walki toczyły się głównie wokół strategicznie położonej pruskiej osady Honeda (na terenie włości Wuntenowe) na cyplu Zalewu Wiślanego, gdzie wzniesiono później krzyżacki zamek Bałga. Krzyżacy w 1238 r. ponieśli tam klęskę, lecz w 1239 r. zdobyli ją i obsadzili swoją załogą, broniąc się przed atakami Prusów. Sytuacja Zakonu poprawiła się po przybyciu krzyżowców pod wodzą księcia brunszwickiego Ottona, który w 1240 r. rozbił pod Bałgą połączone siły Warmów, Natangów i Bartów. Otworzyło to drogę do dalszej ekspansji na kolejnych plemion pruskich.
W 1243 r. legat papieski powołał do życia cztery nowe diecezje, a wśród nich diecezję warmińską, której obszar bardzo różnił się od pierwotnej Warmii. Biskupstwo warmińskie na mocy układów z 1251 r. i 1254 r. otrzymało oprócz terenów od Zalewu Wiślanego (pomiędzy Braniewem a Fromborkiem) i lewego brzegu Łyny (Lidzbarka Warmińskiego), też wschodnią część Pogezanii od rzeki Pasłęki (okolice Ornety i Dobrego Miasta), obszar Galindii na prawym brzegu górnej Łyny (Olsztyn) i dalej na wschód od niej (okolice Barczewa i Biskupca) oraz teren Barcji (Jeziorany, Bisztynek, Reszel).
W 1260 r. po klęsce wojsk krzyżackich w bitwie ze Żmudzinami, plemiona Warmów pod wodzą Glappo wzięły udział w II powstaniu pruskim, w związku z czym biskup warmiński zmuszony został do opuszczenia swojej diecezji. W 1261 r. przywódcy Warmów udało się odbić z rąk krzyżackich Lidzbark Warmiński, a później Braniewo, natomiast w 1266 r. zdobył zamek Pokarmin (Brandenburg). W 1273 r. Glappo, który dowodził oblężeniem Królewca został w wyniku zdrady swojego służącego podstępem schwytany przez Krzyżaków i po torturach stracony. Tego samego roku II powstanie Prusów ostatecznie upadło.

## Miasta
Do miast leżących współcześnie na obszarze Warmii plemiennej należą:
| Lp. | Miasto             | Populacja | Powierzchnia | Jednostka administracyjna       |
| --- | ------------------ | --------- | ------------ | ------------------------------- |
| 1.  | Braniewo           | 16 907    | 12,41 km²    | województwo warmińsko-mazurskie |
| 2.  | Lidzbark Warmiński | 15 877    | 14,4 km²     | województwo warmińsko-mazurskie |
| 3.  | Mamonowo           | 8104      | 20,85 km²    | obwód królewiecki               |
| 4.  | Ładuszkin          | 3820      | 6,00 km²     | obwód królewiecki               |
| 5.  | Pieniężno          | 2802      | 3,81 km²     | województwo warmińsko-mazurskie |
| 6.  | Tolkmicko          | 2731      | 2,29 km²     | województwo warmińsko-mazurskie |
| 7.  | Frombork           | 2415      | 7,59 km²     | województwo warmińsko-mazurskie |